# Gueli Kórzhev
Gueli Mijáilovich Kórzhev-Chuveliov (en ruso: Ге́лий Миха́йлович Ко́ржев-Чувелёв; 7 de julio de 1925 - 27 de agosto de 2012) fue un pintor ruso. El artista estudió en la Escuela de Arte de Moscú desde 1939 hasta 1944 bajo la tutela de V.V. Pochitalov, M.V. Dobroserdov, y O.A. Barshch. Desde 1944 a 1950 estudió en el Instituto de Arte de Moscú bajo la tutela de S.V. Gerasimov y V.V. Pochitalov. Un pintor del estilo aprobado por la Unión Soviética del realismo socialista, él siguió siendo activo después de la disolución de la Unión Soviética y un partidario del comunismo.